# Paul de Lavallaz
Paul de Lavallaz, właśc. Paul du Fay de Lavallaz (ur. 28 lutego 1901 w Collombey, zm. 1 stycznia 1994) – szwajcarski piłkarz występujący na pozycji pomocnika.

## Kariera klubowa
Przez całą karierę de Lavallaz reprezentował barwy zespołu Grasshopper Club Zürich, z którym zdobył trzy mistrzostwa Szwajcarii (1927, 1928, 1931) oraz dwa Puchary Szwajcarii (1926, 1927).

## Kariera reprezentacyjna
W reprezentacji Szwajcarii zadebiutował 25 listopada 1923 w przegranym 1:4 towarzyskim meczu z Holandią i strzelił wówczas swojego jedynego gola w kadrze.
W 1928 roku został powołany do drużyny na letnie igrzyska olimpijskie, podczas których wystąpił w jedynym meczu Szwajcarii na tym turnieju, w pierwszej rundzie z Niemcami (0:4).
W latach 1923–1930 w drużynie narodowej rozegrał 11 spotkań.